# شاري شاتوك
شاري شاتوك (بالإنجليزية: Shari Shattuck)‏ هي ممثلة أمريكية، ولدت في 18 نوفمبر 1960 بأتلانتا في الولايات المتحدة.

## وصلات خارجية
- شاري شاتوك على موقع IMDb (الإنجليزية)
- شاري شاتوك على موقع قاعدة بيانات الفيلم (الإنجليزية)